# Gran Premi d'Hongria del 2003
Resultats del Gran Premi d'Hongria de la temporada 2003 disputat al circuit de Hungaroring el 24 d'agost del 2003.
Aquesta va ser la primera victòria de Fernando Alonso, que, amb 22 anys i 26 dies, va passar a ser el pilot més jove de la història de la Fórmula 1 que aconseguia guanyar un Gran Premi. Aquest rècord el superaria anys després Sebastian Vettel.

## Classificació
| Pos | No | Pilot                 | Equip              | Voltes | Temps/ Retirada   | Pos. de sortida | Punts |
| --- | -- | --------------------- | ------------------ | ------ | ----------------- | --------------- | ----- |
| 1   | 8  | Fernando Alonso       | Renault            | 70     | 1h 39' 01. 460    | 1               | 10    |
| 2   | 6  | Kimi Räikkönen        | McLaren - Mercedes | 70     | + 16.768 s        | 7               | 8     |
| 3   | 3  | Juan Pablo Montoya    | Williams - BMW     | 70     | + 34.537 s        | 4               | 6     |
| 4   | 4  | Ralf Schumacher       | Williams - BMW     | 70     | + 35.620 s        | 2               | 5     |
| 5   | 5  | David Coulthard       | McLaren - Mercedes | 70     | + 56.535 s        | 9               | 4     |
| 6   | 14 | Mark Webber           | Jaguar - Cosworth  | 70     | + 72.643 s        | 3               | 3     |
| 7   | 7  | Jarno Trulli          | Renault            | 69     | + 1 Volta         | 6               | 2     |
| 8   | 1  | Michael Schumacher    | Ferrari            | 69     | + 1 Volta         | 8               | 1     |
| 9   | 9  | Nick Heidfeld         | Sauber - Petronas  | 69     | + 1 Volta         | 11              |       |
| 10  | 17 | Jenson Button         | BAR - Honda        | 69     | + 1 Volta         | 14              |       |
| 11  | 21 | Cristiano da Matta    | Toyota             | 68     | + 2 Voltes        | 15              |       |
| 12  | 19 | Jos Verstappen        | Minardi - Cosworth | 67     | + 3 Voltes        | 18              |       |
| 13  | 18 | Nicolas Kiesa         | Minardi - Cosworth | 66     | + 4 Voltes        | 20              |       |
| Ret | 10 | Heinz-Harald Frentzen | Sauber - Petronas  | 47     | Sense combustible | 17              |       |
| Ret | 15 | Justin Wilson         | Jaguar - Cosworth  | 42     | Motor             | 12              |       |
| Ret | 12 | Zsolt Baumgartner     | Jordan - Ford      | 34     | Motor             | 19              |       |
| Ret | 20 | Olivier Panis         | Toyota             | 33     | Caixa canvi       | 10              |       |
| Ret | 11 | Giancarlo Fisichella  | Jordan - Ford      | 28     | Motor             | 13              |       |
| Ret | 2  | Rubens Barrichello    | Ferrari            | 19     | Suspensions       | 5               |       |
| Ret | 16 | Jacques Villeneuve    | BAR - Honda        | 14     | Hidràulics        | 16              |       |

## Altres
- Pole: Fernando Alonso 1' 21. 688

- Volta ràpida: Juan Pablo Montoya 1: 22. 095 (a la volta 37)